# Die Brücke – Transit in den Tod
Die Brücke – Transit in den Tod (dänischer Originaltitel Broen, schwedischer Originaltitel Bron), auch Bron – Die Brücke, ist eine dänisch-schwedisch-deutsche Krimiserie, die von 2011 bis 2018 in vier Staffeln mit 38 Episoden entstand, und eine bedeutende Vertreterin des Genres Nordic Noir. Namensgebend für den Titel ist die Öresundbrücke, die die Hauptschauplätze, das schwedische Malmö und das dänische Kopenhagen, miteinander verbindet. Die vierte Staffel erschien auf Deutsch unter dem Titel Die Brücke – Das Finale.
Die Serie handelt von der Zusammenarbeit von Kriminalpolizisten beider Städte in der Öresundregion bei der Aufklärung von Gewaltverbrechensserien und bezieht auch das Privatleben des Hauptermittlerduos mit ein. Dieses besteht aus der schwedischen Kommissarin Saga Norén, deren Verhalten autistische Züge trägt, und den dänischen Kommissaren Martin Rohde (Staffeln 1 und 2) bzw. Henrik Sabroe (Staffeln 3 und 4).
Kritiker lobten die Serie dafür, spannend erzählt, vorzüglich besetzt und gut gespielt zu sein. Andere beanstandeten die Darstellungen der Morde bzw. Leichen. Es gab zahlreiche Nominierungen und Prämierungen bei europäischen Fernsehpreisen. In Deutschland wurde sie in Spielfilmform im Abendprogramm des ZDF ausgestrahlt, welches auch an der Produktion beteiligt war. Auch in vielen anderen Ländern wurde sie veröffentlicht. Weltweit entstanden überdies mehrere Neuverfilmungen von ihr.

## Inhalt

### Überblick

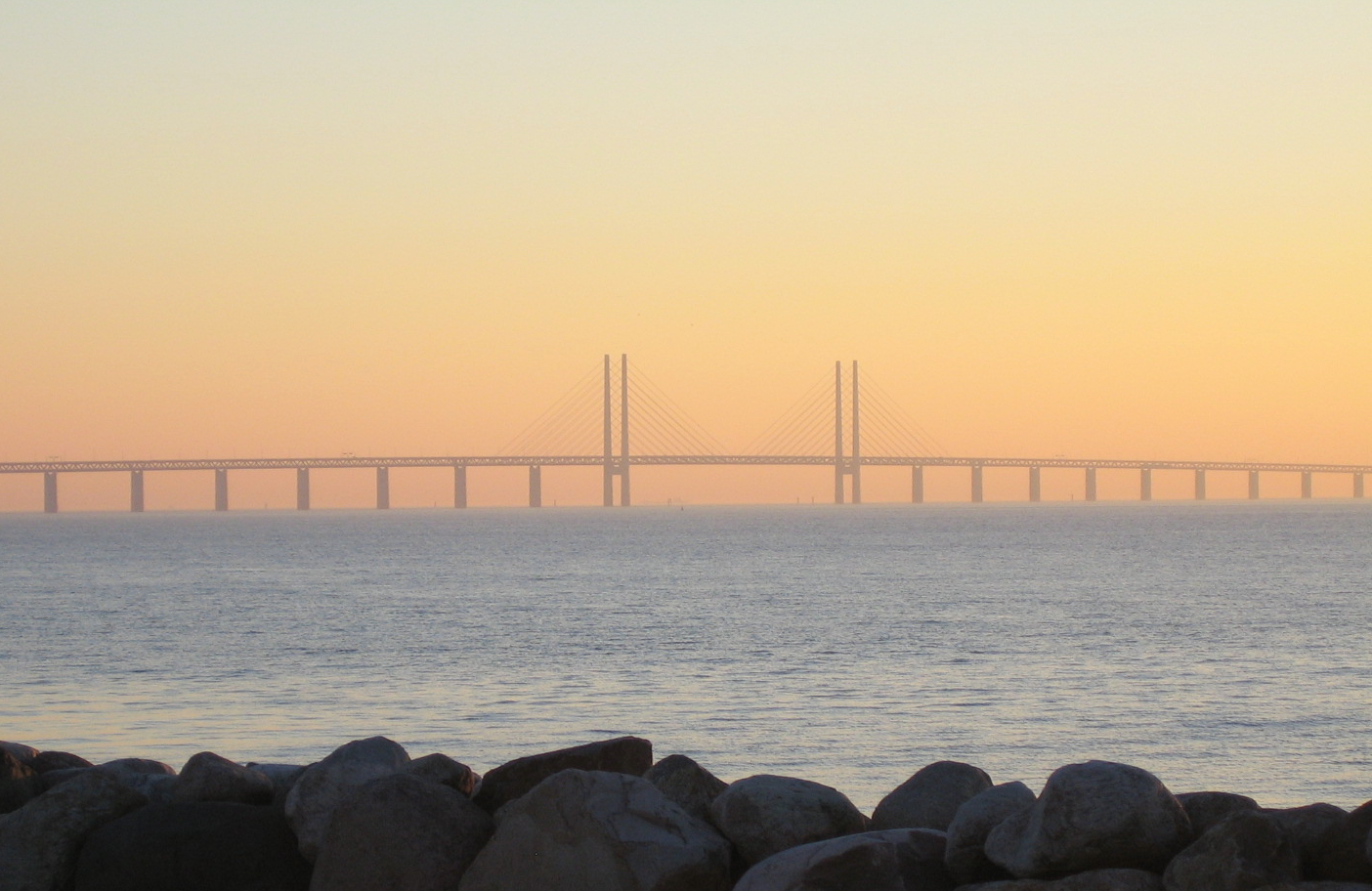
Die Namensgeberin der Serie: Die Öresundbrücke

Die Serie spielt in der Öresundregion – hauptsächlich im dänischen Kopenhagen und im schwedischen Malmö – und handelt von der Zusammenarbeit dänischer und schwedischer Kriminalpolizisten bei der Aufklärung von Verbrechensserien. Pro Staffel geht es um eine Verbrechensserie mit in der Regel mehreren Mordfällen, während die persönlichen Handlungsstränge der Hauptfiguren auch staffelübergreifend verlaufen. Merkmal der Serie ist, dass viele Nebenhandlungsstränge für den Zuschauer nicht sofort erkennbar mit der Haupthandlung zusammenhängen.

### Hauptfiguren

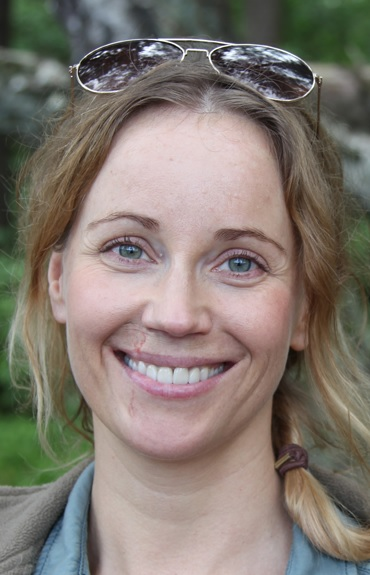
Sofia Helin, Darstellerin der Saga Norén

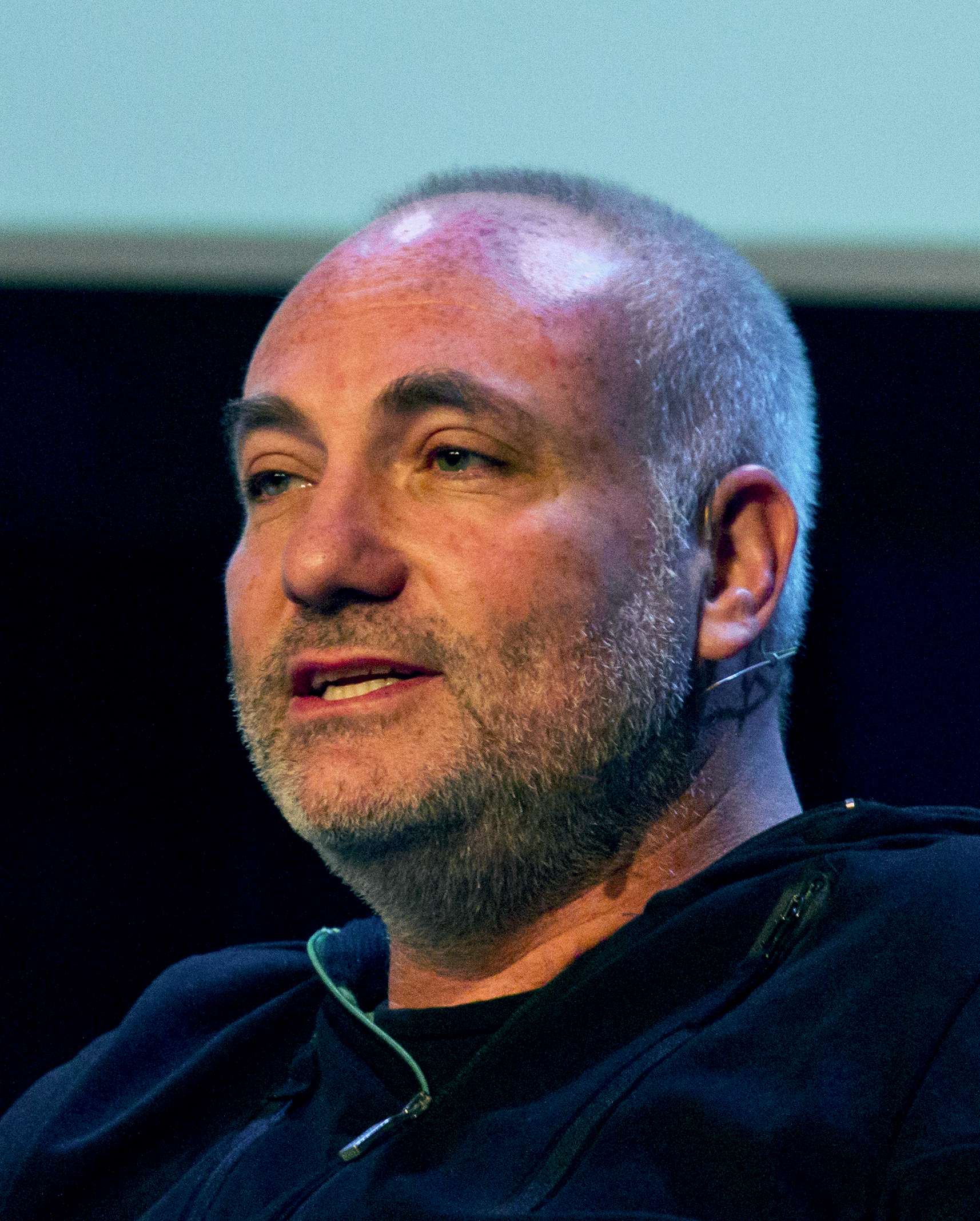
Kim Bodnia, Darsteller des Martin Rohde

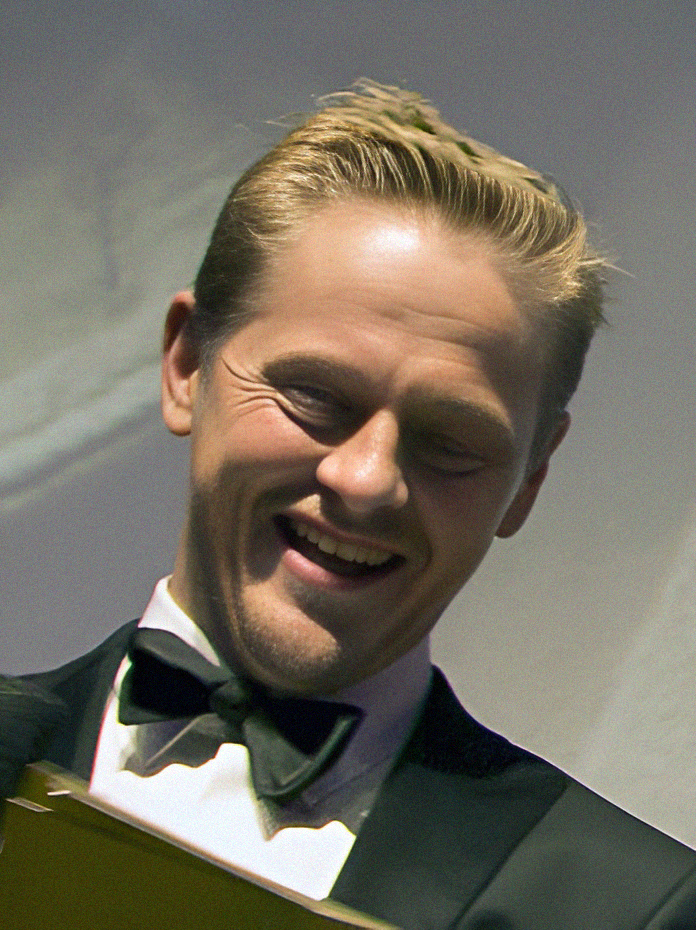
Thure Lindhardt, Darsteller des Henrik Sabroe

Saga Norén ist eine Polizistin im Dienst der Kriminalpolizei von Malmö. Sie hat Probleme im Umgang mit ihren Mitmenschen, vor allem wenn es um Empathie geht, handelt dabei jedoch nicht in böser Absicht. Sie zeigt dabei deutliche Merkmale des Asperger-Syndroms. Zwischenmenschliche Beziehungen über den Job hinaus sind bei ihr eine Seltenheit, meistens schläft sie, ohne Zuneigung zu empfinden, mit fremden Männern. Neben ihrer Schwester Jennifer, die sich als Jugendliche das Leben nahm, konnten nur ihr Vorgesetzter Hans sowie ihre Kollegen Martin und Henrik näher zu ihr vordringen. Saga fällt oft durch ihre schmerzhaft direkte und ehrliche Art, aber auch durch ihre logische und klare Herangehensweise auf, die sie zu einer sehr kompetenten Ermittlerin macht. Oft wird ihr fehlender Sinn für Ironie thematisiert. Sie leidet gelegentlich an Schlafstörungen, liest gerne Fachbücher und fährt bei ihrer Arbeit einen olivgrünen Porsche 911 S von 1977. Nach dem Tod ihres Vaters begeht ihre Mutter, die am Münchhausen-Stellvertretersyndrom leidet, Selbstmord, der zunächst als von Saga begangener Mord gilt, weswegen Saga ein Jahr lang im Gefängnis einsitzt.
Martin Rohde ist innerhalb der Serie der erste dänische Partner an Saga Noréns Seite. Der Familienvater ist mit Mette verheiratet. Nach anfänglichen Schwierigkeiten, mit der komplizierten Persönlichkeit der Schwedin zurechtzukommen, bezeichnet diese ihn nach einiger Zeit der Zusammenarbeit sogar als Freund. Im Verlauf der Handlung lässt sich Mette von ihm scheiden und sein erwachsener Sohn August kommt ums Leben. Nach dem Mord an dessen Mörder Jens, einem ehemaligen Kollegen, zeigt Saga ihn an und er kommt ins Gefängnis.
Henrik Sabroe arbeitet als Ermittler für die Kriminalpolizei von Kopenhagen und nimmt nach Martin und Hanne den Platz an Sagas Seite bei den polizeilichen Ermittlungen ein. Was Saga an Mitgefühl und Einfühlungsvermögen fehlt, macht er wett, darüber hinaus verhält er sich während der Ermittlungen ähnlich fanatisch wie seine Kollegin. Henrik ist süchtig nach Aufputschmitteln und kämpft auch, nachdem er clean ist, immer wieder damit. Hauptauslöser für Rückfälle sind wiederkehrende Halluzinationen seiner Frau Alice und seiner Töchter Astrid und Anna, die vor mehreren Jahren spurlos verschwanden – seitdem wohnt Henrik allein im Haus der Familie und nutzt jede freie Minute, um neue Erkenntnisse über ihren Verbleib zu erlangen. Trotz allem geht er im Verlauf der Handlung eine Beziehung zu Saga ein. Sagas Nachforschungen führen zum Abschluss der vierten Staffel dazu, dass er seine Tochter Astrid lebend wiederfindet.

### Handlung

#### Staffel 1
Genau auf der dänisch-schwedischen Landesgrenze auf der Öresundbrücke werden zwei Hälften zweier weiblicher Leichname gefunden. Der Oberleib stammt von einer Malmöer Stadträtin, der Unterleib von einer Kopenhagener Prostituierten, die 13 Monate zuvor getötet worden war. Martin und Saga ermitteln gemeinsam. Der Täter wendet sich mehrfach an die Öffentlichkeit, unter anderem über seine Internetseite und durch Telefonanrufe bei dem Journalisten Daniel Ferbé, um verschiedene Missstände in Dänemark und Schweden anzuprangern. In seiner Botschaft weist er darauf hin, dass wegen des Todes einer Stadträtin sehr viel mehr Ermittlungsaufwand betrieben wird als für eine vermisste Prostituierte, bei der die Ermittlungen bereits nach zwei Wochen eingestellt worden waren.
Mit der nächsten Tat will der Täter auf die Missstände bei Obdachlosen aufmerksam machen. Dazu verteilt er Flaschen mit vergiftetem Wein an Obdachlose. Ein Opfer ist Sonja Lindberg, die schwerverletzt ins Krankenhaus eingeliefert wird. Ein anderes Opfer ist der obdachlose Bjørn Rasmussen, der in einem Keller an einen Stuhl gefesselt und live im Internet zur Schau gestellt wird. Nach einem gescheiterten Fluchtversuch wird Björn erneut an den Stuhl gefesselt, nunmehr mit einer Kanüle an seinem Oberkörper, über die langsam Blut aus seinem Körper abfließt. Die Online-Zuschauer können ihm aufgrund des Blutverlustes beim Sterben zusehen. Der Täter fordert indes von vier vermögenden Immobilienbesitzern jeweils fünf Millionen Kronen, um Bjørn am Leben zu lassen. Der Polizei gelingt es währenddessen nicht, die Übertragung des „Wahrheitsterroristen“, wie der Brückenmörder in Medien inzwischen genannt wird, zurückzuverfolgen. Saga kann das Blinzeln von Bjørn aber als Morsecode interpretieren, der die Seriennummer eines Stromzählers in dem stillgelegten Fabrikgebäude darstellt, in dem er gefangen gehalten wird. Bei der Suche nach Bjørn werden Martin und Saga durch einen maskierten Mann behindert, der wahrscheinlich der Täter ist und trotz der indes eingetroffenen Sondereinheiten flüchten kann. Für den geschwächten Bjørn kommt jede Hilfe zu spät.
Wenige Tage später tötet der psychisch labile Lasse Jönsson mit einem Samurai-Schwert einen Psychologen in dessen Praxis. Sein anschließender Versuch, sich selbst das Leben zu nehmen, wird von Mitarbeitern der Praxis verhindert. Der Brückenmörder nimmt abermals Kontakt mit Ferbé auf und macht ihn auf das Problem extremer Einsparungen im psychiatrischen Bereich aufmerksam. Währenddessen geschehen in Malmö und Kopenhagen weitere eigenartige Morde und bald wird klar, dass der Brückenmörder psychisch labile Personen zu den Morden mit anschließendem Suizid angestiftet hat. Um den Brückenmörder zu finden, verhören Martin und Saga den Mörder Lasse, der der einzige Überlebender der vier Mörder ist und beharrlich schweigt.
In Lasses Wohnung entdecken die beiden Kriminalkommissare Spuren Anja Björks, eines von zu Hause ausgerissenen Mädchens, das vorübergehend bei ihm wohnt. Aufnahmen einer Überwachungskamera vor Lasses Haus zeigen Anja bei einer zufälligen Begegnung mit einem Mann, der aus dem Haus kommt und der der Brückenmörder sein könnte. Ehe die Polizei Anja aufgreifen kann, wird Anja von einer Kugel des Brückenmörders getroffen. Kurz bevor sie im Krankenhaus ihrer schweren Verletzung erliegt, entsteht mit ihrer Hilfe eine halbfertige Zeichnung des Gesichts des Täters. Martin erkennt in der Zeichnung Ähnlichkeiten mit dem Gesicht von Sonjas Bruder Stefan Lindberg. Bei der Durchsuchung von dessen Wohnung werden Blutspritzer entdeckt, und Lindberg wird festgenommen. Er beteuert seine Unschuld, das Blut in seiner Wohnung stamme von keinem der Opfer des Brückenmörders, sodass er wieder frei kommt. Im Internet macht der Brückenmörder derweil auf ein viertes Problem, die fehlende Ausländerintegration, aufmerksam, und entführt und tötet dazu einen Polizisten. Dieser hatte zuvor durch eine Falschaussage vor Gericht Kollegen gedeckt, die einen Immigranten zu Tode misshandelt hatten.
Schließlich macht der Brückenmörder auf sein fünftes und letztes Problem aufmerksam, die Kinderarbeit. Dazu entführt er einen Schulbus mit fünf Kindern und droht, diese zu töten, wenn es nicht bei fünf verschiedenen Konzernen, die ihre Produkte mit Kinderarbeit herstellen, brennt. Die Polizei rettet die Kinder, ohne alle Brände zu verhindern.
Nachdem die schwedische und dänische Polizei bereits zwei mögliche Täter verhaftet hatten, ermitteln sie, dass Martins ehemaliger Kollege Jens Hansen, der vor Jahren seinen Suizid vortäuschte, hinter den Verbrechen steckt. Er will auf gar keine Missstände hinweisen, sondern sich nur an allen rächen, die er für seinen damaligen psychischen Zusammenbruch und die nachfolgenden persönlichen Probleme verantwortlich macht. Dazu gehört auch Martin, weil dieser eine Affäre mit Jensens Frau hatte. Kurz nach einem Streit, in dem Jensens Frau ihm die Scheidung angekündigt hatte, starben seine Frau und sein Sohn auf der Brücke durch einen Autounfall. Jens Hansen, der sich mittlerweile Sebastian Sandstrod nennt und sein Erscheinungsbild operativ hat ändern lassen, erschleicht sich das Vertrauen von Martins Frau Mette Rohde und sperrt sie und die drei Kinder mit einer entsicherten Handgranate in ihrer Hand in einem abgelegenen Haus ein. Martin kann seine Familie nach einem anonymen Hinweis retten. Als alles ein gutes Ende zu nehmen scheint, kommt Saga dem eigentlichen Plan von Jens Hansen auf die Spur: Er will Martins erwachsenen Sohn August töten, um Martin so den gleichen Schmerz zuzufügen, den er damals spürte.
Martins Haus wird polizeilich bewacht, doch Hansen gelingt es trotzdem, Saga anzuschießen und August zu entführen. Es beginnt eine hektische Suchaktion nach Jens und August. Jens lockt Martin auf die Brücke und gibt ihm die Möglichkeit, ihn zu erschießen. Währenddessen lässt er die Welt durch Liveaufnahmen an dem Geschehen teilhaben. Jens eröffnet Martin, dass August bereits tot sei, weshalb Martin ihn erschießen will. Doch Saga schreitet ein, schießt Martin an – um ihn davon abzuhalten, einen Mord zu begehen – und verhaftet Jens. Zuvor hatte die Polizei auf Sagas Erkenntnis hin August tot und eingemauert in Jens’ Garage gefunden.

#### Staffel 2

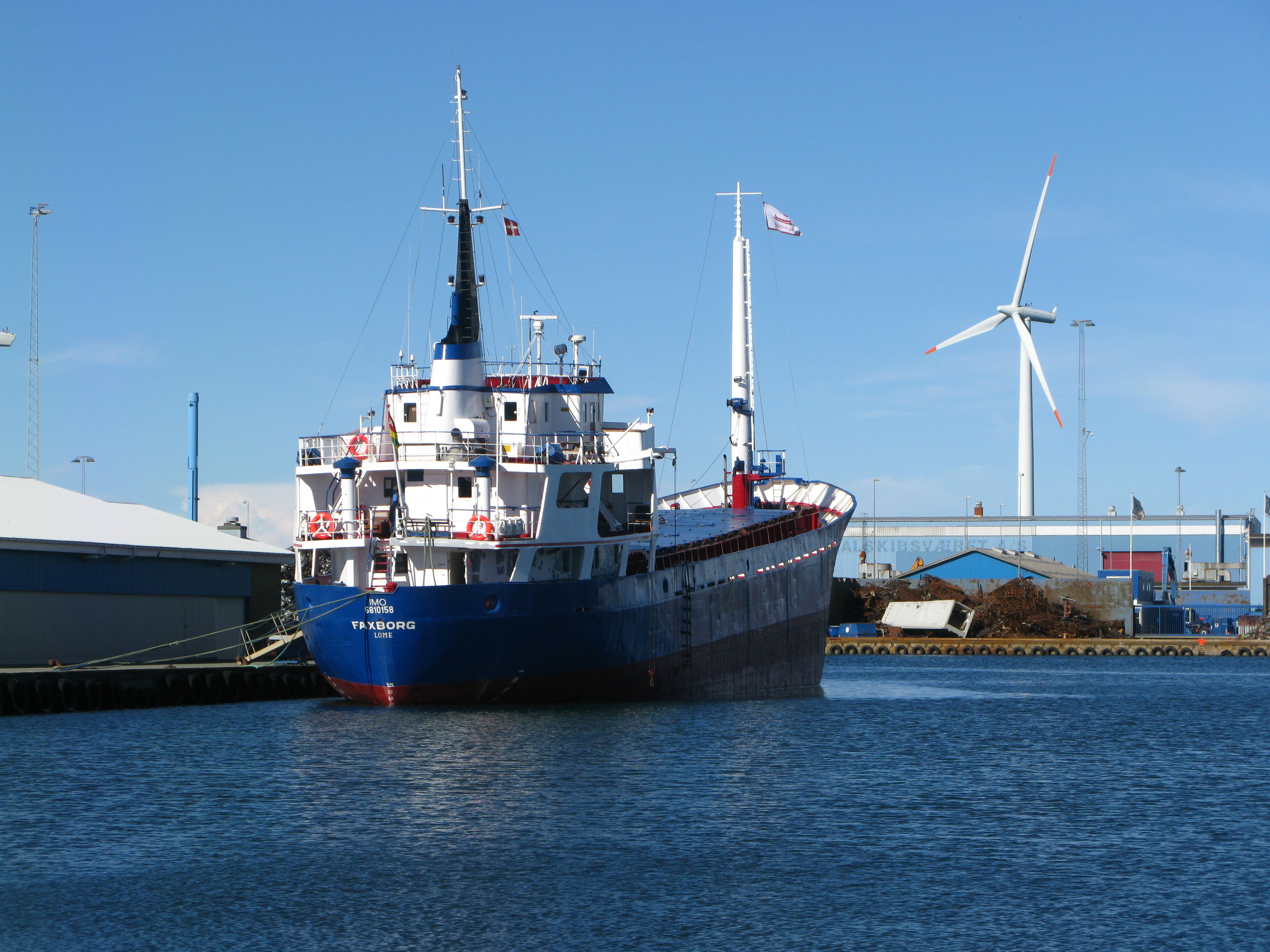
Der Frachter Faxborg, der im Film unterhalb der Öresundbrücke auf Grund läuft

Die Handlung setzt etwa ein Jahr nach dem Ende der ersten Staffel ein. Neben der Fahrrinne unterhalb der Öresundbrücke läuft ein Frachtschiff scheinbar führer- und besatzungslos auf Grund. Die Polizei findet darin eine Gruppe betäubter Jugendlicher. Vor ihrem Tode in einem Krankenhause erweist sich, dass sie mit Lungenpest infiziert worden sind. Die Tode erweisen sich als Teil einer Giftmordreihe, die in Kopenhagen und Malmö stattfindet. Die Kriminalpolizisten beider Länder ermitteln gemeinsam, allen voran Saga und Martin.
Die Kripo kann die Verbindung zu mehreren Videos im Internet durch Broschen herstellen, die jeweils eine goldene Kröte zeigen und an den Tatorten platziert wurden. Zunächst versuchen Martin und Saga, die Urheber der Videos, und damit die Mörder, zu identifizieren. Es handelt sich dabei um eine Gruppe, die verschiedene globale Missstände anprangert. Nach und nach fügen sich Handlungsfäden zusammen, und Saga und Martin können die Gruppe identifizieren, allerdings erst kurz nachdem diese ein weiteres Attentat, die Explosion eines Tanklastzuges im Freihafen von Malmö, verübt. Als die Polizei die Gruppenmitglieder ergreifen möchte, erkennt sie, dass die gesuchte Gruppe nur ausführend handelte und ihre Mitglieder kurzerhand von den unbekannten Hintermännern schon ermordet wurden.
Saga und Martin verfolgen die Spur Julians, des Bruders eines der ermordeten Aktivisten. Dieser scheint gleichfalls in die Aktion verwickelt zu sein, wird jedoch auch entführt, bevor Saga und Martin ihn erreichen können. Am Ort der Entführung können sie Julians Assistentin Laura habhaft werden, die nur knapp dem Tode entgangen ist. Von ihr und aus Julians Computeraufzeichnungen erfahren Saga und Martin, dass sich Julian mit dem Kopf der Bewegung über das Internet verabredet hatte. Wenig später wird allerdings auch er ermordet in Lauge in Kopenhagen gefunden.
Laura, die bei der Entführung Julians angeschossen wurde und danach an einer Amnesie litt, erinnert sich schließlich an das Gesicht des Angreifers. Es ist Oliver Nordgren, dessen Schwester Victoria Inhaberin des Arzneimittel-Konzerns Medisonus ist, der bisher schon mehrfach in den polizeilichen Ermittlungen aufgetaucht ist. Victoria ist unheilbar erkrankt und hat vermutlich nur noch ein Jahr zu leben. Sie wird von ihrem Bruder, der ein inzestuöses Interesse an ihr hat, umsorgt und überwacht. Als Victoria von Olivers Aufdringlichkeit endgültig genug hat und ihn dauerhaft aus ihrer Nähe verbannt hat, gesteht er ihr, dass er für diverse der ungeklärten Verbrechen verantwortlich ist und noch einen finalen Akt geplant hat, der Victoria zur Heldin Europas machen soll. Als Victoria sich diesem Plan verweigert, versucht er sie mit einem Kissen zu ersticken. Dies jedoch verhindert Olivers bei Medisonus tätige Gattin Gertrud, die ihn erschlägt und so Victoria rettet.
Derweil klärt der Rechtsmediziner Saga darüber auf, dass Julian und einem weiteren Opfer ein neuartiges, gefährliches Gift injiziert worden ist, das starke innere, tödliche Blutungen verursacht und dessen Erreger hochansteckend sind. Um die Spuren des Giftes verschwinden zu lassen, wurden zwei der Leichen in Fässer mit Lauge gesteckt. Saga und Martin wird klar, dass Gertrud als Leiterin der Medisonus-Forschungsabteilung diejenige gewesen sein muss, die den Opfern das Gift injizierte. Anscheinend wollte Gertrud an Julian und Ramon testen, wie schnell verschieden hohe Dosierungen zum Tode führen. Die Ermittler kommen dahinter, dass Victoria für Gertrud nur Mittel zum Zweck war. Der Erreger verbreitet sich als Aerosol in der Luft, sobald Infizierte zu bluten beginnen, z. B. durch Husten. Man steckt sich also durch bloßes Einatmen an.
Bei einem Gipfeltreffen von EU-Umwelt-Politikern, das in einem Kopenhagener Hotel stattfindet, soll Victoria als Medisonus-Chefin eine Rede halten. Vorher bittet Gertrud sie, ihr eine ihrer üblichen Morphium-Spritzen vorbeizubringen, die diese ohne Victorias Wissen präpariert. Ahnungslos injiziert sich Victoria den Inhalt der Spritze. Gertrud bezweckt, dass Victoria während ihres Vortrages das Virus verbreitet. Die Ermittler lassen das Hotel unter Quarantäne stellen und suchen die infizierte Victoria, die dringend von den anderen isoliert werden muss. Sie wird von der Polizistin Pernille auf der Toilette gefunden und hustet dabei plötzlich Blut, womit Pernille ebenfalls dem Tode geweiht ist. Kurz nachdem Victoria gestorben ist, erschießt sich Pernille, um einem schmerzhaften Tod zu entgehen. Währenddessen kann Gertrud unbemerkt fliehen. Sie nimmt in einer leerstehenden Lagerhalle ein Video auf, in dem sie sich stolz und siegessicher über die Aktionen der Umwelt-Terroristen äußert. Ein Mann, dessen Identität unklar bleibt, betritt die Halle und teilt Gertrud mit, dass ihre Bemühungen nicht gereicht haben, dann erschießt er sie.
Aus Sagas Privatleben erfährt der Zuschauer, dass diese jetzt in einer Beziehung und in einer gemeinsamen Wohnung lebt. Im Laufe der Staffel wird diese Beziehung und vor allem Sagas Problem mit emotionalen Bindungen thematisiert. So entflieht Saga in einer Folge zwei Nächte in ein Hotel, da das gemeinsame Zusammenleben sie überfordert und um wieder vorübergehend allein zu sein. Am Ende zieht Sagas Freund aus der gemeinsamen Wohnung wieder aus.
In einem weiteren Handlungsstrang geht es um Martins Vergangenheitsbewältigung. Er war nach dem Tode seines Sohnes als Maßnahme zur Traumabewältigung aus der Mordkommission versetzt worden. Bei Sagas unvermitteltem Besuch empfindet er sie als willkommene Abwechslung, nicht zuletzt, weil sie ihn ohne Rücksicht bzw. Bewusstsein für seinen emotionalen Zustand behandelt. Martin wünscht sich ein Stück Normalität zurück, in der er nicht mehr als gebrochener Mann behandelt wird. Der Zuschauer erfährt, dass Martin seit der Geburt der gemeinsamen Zwillinge getrennt von Mette lebt. Als Saga wieder in Martins Leben tritt, erkennt er, dass er das Trauma, das ihm in der ersten Staffel zugefügt wurde, nur dann bewältigen kann, wenn er sich wieder seiner eigentlichen Arbeit widmet. Er beschließt, die Paartherapie vorläufig abzubrechen und besucht stattdessen den Mörder seines Sohnes, Jens, mehrfach im Gefängnis, um diesem etwas Reue für seine Taten zu entlocken, was ihm schließlich auch zu gelingen scheint. Nachdem Martin kurzzeitig wieder bei Mette eingezogen ist, erkennt diese, dass sie ihn nicht mehr liebt. Offensichtlich, weil er Jens für sein nunmehr zusammengebrochenes Privatleben verantwortlich macht, vergiftet er ihn insgeheim im Gefängnis. Nachdem Saga in den Medien von Jensens vermeintlichem Selbstmord erfahren hat, entdeckt sie in der Asservatenkammer Hinweise darauf, dass eine Giftampulle gestohlen wurde. Das überzeugt sie, dass Jens durch Martin ermordet wurde. Sie gibt diesen Hinweis und weitere Indizien an ihre Vorgesetzten weiter, woraufhin Martin verhaftet wird.

#### Staffel 3
Die lesbische Gender-Aktivistin Helle Anker wird ermordet und mit fehlendem Herzen in einer künstlichen Szenerie aufgefunden, in der sie mit einigen Schaufensterpuppen an einem Esstisch sitzt. Saga Norén arbeitet bei den Ermittlungen zunächst mit der dänischen Kommissarin Hanne Thomsen zusammen. Diese wird bei den Ermittlungen durch eine versteckte Tretmine aber so schwer verletzt, dass sie als Ermittlerin ausfällt. Ihr Nachfolger wird der dänische Kommissar Henrik Sabroe.
Dann wird ein Pfarrer tot aufgefunden. Da die dänische Bloggerin Lise Friis Andersen sich ablehnend über die beiden Toten geäußert hat, gerät sie unter Mordverdacht, bestreitet aber, dafür verantwortlich zu sein. Wenig später wird Sagas Chef und Mentor Hans Pettersson entführt. Die Ermittler können Hans etwas später aufspüren, jedoch ist er schwer verletzt, denn ihm wurde die rechte Hand gewaltsam entfernt. Deshalb im Krankenhaus in ein Koma versetzt, erlangt er das Bewusstsein nicht wieder und wird schließlich, sehr zur Trauer von Saga, für hirntot erklärt.
Es ereignen sich weitere Morde, darunter auch der an Helles Sohn Morten. Gemein ist den Leichen, dass sie an der Innenseite der Lippe ein Brandmal aufweisen, welches einen Buchstaben oder eine Zahl darstellt. Zudem wurde den Verstorbenen in den meisten Fällen ein wichtiger Körperteil entnommen bzw. gewaltsam entfernt, darunter das Gehirn oder die männlichen Genitalien. Die Ermittler erhalten den Hinweis, dass die Morde in Zusammenhang mit einigen Kunstwerken in einer Ausstellung stehen könnten, die der Geschäftsmann und Kunstsammler Freddie Holst in einem Museum ausrichtet. Die Toten wurden offensichtlich so hergerichtet und positioniert wie in den Kunstwerken. Bald ergibt sich für die Ermittler daher der Verdacht, dass Holst selbst zum nächsten Opfer werden könnte.
Freddie lässt, unterstützt von seiner Ehefrau Åsa, die hochschwangere junge Jeanette, die mit dem spielsüchtigen, verschuldeten Marc liiert ist, als Leihmutter das auch von ihm gezeugte Kind austragen. Dazu wohnt Jeanette im Anwesen der Holsts, sehr zum Ärger von Åsa, die damit nicht einverstanden ist. Åsa trägt einen künstlichen Babybauch, um die Schwangerschaft öffentlich als ihre eigene vorzutäuschen. Der Mörder erfährt bald von der Schwangerschaft, indem eine Journalistin Åsa fotografiert und Bilder an ihn weitergibt, er dabei aber anonym bleibt. Freddie verweigert der Polizei, von ihr geschützt zu werden, da er eigene Sicherheitskräfte nutzt.
Die Ermittler untersuchen Freddies Umfeld und werden dabei auch auf Åsas Ex-Ehemann, den Motivationsredner Claes Sandberg, aufmerksam. Für diesen entwickelt sich die Bestatterin Annika Melander, die an seinen Veranstaltungen teilnimmt, zu einer Stalkerin – erst recht, als sie herausfindet, dass sein kürzlich offiziell eines natürlichen Todes gestorbener Vater tatsächlich ermordet worden ist. Ohne auf diesen Mord aufmerksam zu werden, stellen die Ermittler sowohl Claes als auch Annika unter Tatverdacht. Später wird zwar auch Annika entführt, aber lebend wiedergefunden.
Infolge eines Streits zwischen Freddie und Åsa flüchtet Jeannette mit Marc aus dem Holst-Anwesen. Der Mörder lauert ihnen an ihrem Haus auf, erschießt Marc und entbindet Jeannette ihres Sohnes, ehe sie von Freddie lebend aufgefunden wird. Freddie wird von dem Mörder eingeladen, sich mit ihm zu treffen, um seinen neugeborenen Sohn zurückzuerhalten. Auf dem Weg zu dem Treffen schüttelt Freddie die ihn verfolgenden Ermittler ab, um seinen Sohn nicht zu gefährden. Da unter den Toten auch ein älteres Ehepaar aus Ystad ist, welches früher als Pflegeeltern tätig war, und andere Tote und Annika bei ihnen als Pflegekinder gelebt haben, verdichtet sich für die Ermittler der Verdacht, dass der Mörder sich an Freddie rächen will. Dadurch findet Sabroe in einer Kinderwunschklinik heraus, dass Freddie vor vielen Jahren durch Spermienspende Vater eines Jungen namens Emil Larsson wurde. Emil ist der Museumsangestellte, der die Polizei auf den möglichen Zusammenhang der Morde mit den Kunstwerken hingewiesen hatte. Die Zeichen in den Brandmalen, mit denen die Toten versehen wurden, bilden zusammen die Nummer des Datensatzes, den die Klinik über Emil gespeichert hat.
Emil ist über seine Kindheit so sehr traumatisiert, dass er sich wünscht, sie wäre nie geschehen und er nie geboren worden. Deshalb möchte er sich, Freddie und dessen neuen Sohn mit einem selbstgebauten Galgen töten und deshalb hat er auch die anderen Morde begangen. Hans hatte er entführt, weil der einst an Emils Überführung beteiligt war. Saga und Henrik können die drei jedoch anhand der Herkunft eines an Annikas Entführungsort aufgefundenen Gemäldes in letzter Sekunde und, bevor die strangulierende Wirkung eingetreten wäre, retten. Emil kommt ins Gefängnis und begeht dort wenig später Suizid.
In Nebenhandlungssträngen geht es um die privaten Probleme der Hauptermittler. Saga erhält Besuch von ihrer Mutter, die – entgegen Sagas bisheriger Auffassung – behauptet, nicht für den Selbstmord von Sagas Schwester verantwortlich zu sein. Saga schenkt ihr keinen Glauben. Daraufhin wird die Mutter tot aufgefunden und Saga gerät polizeiintern unter Verdacht, dafür verantwortlich zu sein. Nachdem Saga davon erfährt, dass Emil sich mithilfe einer Büroklammer umgebracht hat, derer er sich bei ihrem Besuch in seiner Zelle heimlich bemächtigt hatte, möchte auch Saga selbst sich das Leben nehmen, sieht davon aber ab, auch wegen Henriks Widerspruch. Henrik indes ist drogenabhängig, seit vor sechs Jahren seine Frau und seine Kinder verschwanden. Für die Zuschauer erweist sich, dass Henrik die Drogen einnimmt, um sich in seiner Wohnung im Rahmen von Halluzinationen in der Gegenwart seiner Familie zu befinden. Gegen Staffelende wird zufällig bei Bauarbeiten die skelettierte Leiche seiner Frau gefunden. Daraufhin lässt er sich von Saga dabei helfen, den Todesfall aufzuklären.

#### Staffel 4
Auf dem Ufer unterhalb der Öresundbrücke wird die Leiche der zu Tode gesteinigten Margrethe Thormod gefunden, Leiterin der dänischen Ausländerbehörde. Für die dänischen Kommissare Henrik Sabroe und Jonas Mandrup ergibt sich der Verdacht, dass der homosexuelle iranische Asylbewerber Taariq Shirazi, dessen geplante Abschiebung Thormod verantwortet, als Mörder in Betracht kommt, zumal sich Thormod zuvor in einem Taxi zu einer Schwulenbar hatte fahren lassen. Die Ermittler befragen auch Dan Brolund, den Fahrer dieses Taxis, sowie Margrethe Thormods Ehemann, den Psychologen Niels Thormod.
Indes befindet sich Saga Norén wegen des vermeintlichen Mordes an ihrer Mutter im Gefängnis. Ihre Beziehung mit Henrik, der sie manchmal besucht, hält sie aufrecht. In einer Berufungsverhandlung spricht das Gericht sie frei, sodass sie das Gefängnis verlassen kann. Kurz vor ihrer Entlassung versucht eine andere Gefängnisinsassin, sie durch einen Schnitt am Hals zu ermorden, verletzt sie aber lediglich. Nach kurzer Genesung kehrt Saga in den polizeilichen Dienst zurück und hilft bei den Ermittlungen.
Es ereignen sich weitere Morde, bei denen die Kommissare zunächst keinen Zusammenhang erkennen können. Der Krankenhausclown Patrik Dahlquist, Zwillingsbruder des Journalisten Richard Dahlquist, stirbt durch einen Stromschlag, den er beim Verlassen seines Swimmingpools erleidet. Der Waffen- und Drogenhändler William Ramberg wird dazu verleitet, seine kleine Tochter in dem Glauben zu vergiften, ihr damit das Leben zu retten. Das Pferd einer Einsatzleiterin der Polizei wird eingesperrt und durch eingeleitetes Gas getötet. Saga erkennt unter den Morden die Gemeinsamkeit, dass in allen Fällen Varianten der Todesstrafe angewendet wurden und dass angesichts dessen noch mit weiteren Morden zu rechnen ist.
Die Polizei verfolgt Shirazi und wird dabei auf die beiden obdachlosen jugendlichen Taschendiebinnen Julia und Ida aufmerksam, die ihm kürzlich ein gestohlenes Handy gegeben hatten, von dem aus Margrethe Thormod angerufen worden war. Im versteckten Diebesgut der Teenager finden die Ermittler das Portemonnaie von Niels Thormods Angestellter Susanne Winter. Shirazi begeht Selbstmord in der Annahme, er werde aus Dänemark abgeschoben. Henrik lässt Julia und Ida in seiner Wohnung wohnen und hat dadurch erneut Erinnerungen an seine vor Jahren verschwundenen beiden Töchter. Überdies besucht Henrik eine Selbsthilfegruppe, um erneute Drogenabhängigkeit zu vermeiden, und freundet sich dabei mit dem querschnittsgelähmten Kevin an.
Unterdessen ist Dan Brolund auf der Suche nach seiner Ex-Frau, die sich vor ihm mit dem gemeinsamen Sohn Christoffer wegen seiner Gewalttätigkeit in einem Haus versteckt, das ihr der befreundete Frank Wahlgren zur Verfügung stellt und sich in einem Dorf befindet. Christoffer freundet sich dort mit dem Mädchen Astrid an, welches bei Frank wohnt. Bei einem Jagdausflug mit Frank im Wald erschießt Christoffer versehentlich seinen Vater, der unterwegs in das Dorf war. Um nicht als Mittäter zu gelten, beseitigt Frank Dans Leiche in einem Fluss. Nach einem Streit zwischen Frank und Christoffers Mutter um das Zusammenleben flieht Christoffer mit dem Auto von Harriet, Leiterin der Dorfgemeinschaft.
Saga teilt Henrik mit, dass sie im zweiten Monat schwanger mit einem gemeinsamen Kind ist. Sie lässt das Kind abtreiben, da sie der Meinung ist, das Kind würde ihrer Beziehung mit Henrik im Wege stehen. Henrik ist über die Abtreibung so erzürnt, dass er Saga zum Auszug aus seinem Haus drängt, Schlafprobleme bekommt und nachts zum Arbeiten ins Kommissariat fährt. Dort erkennt er den entscheidenden Zusammenhang zwischen den Morden: Alle Ermordeten standen in Beziehung zu Tommy Petersen, dem Vater von Kevin, der in Wirklichkeit Brian heißt. Tommy hatte vor Jahren als verdeckter Informant für die dänische Polizei in einem Kreis von Verbrechern ermittelt, zu denen auch William Ramberg gehörte und die ihn ermordeten, als ihnen seine Informantenrolle klar wurde. Für die Ermittler ergibt sich nun, dass die aktuelle Mordserie dazu dient, den Angehörigen der Ermordeten zu schaden, weil sie Tommy damals im Stich ließen. Aus dieser Erkenntnis ergibt sich auch Lebensgefahr für Henrik, der einst Tommys Kontaktmann war, und seine Chefin, Lilian Larsen. Tatsächlich gibt es einen Mordversuch an Henrik, bei dem er aber nur leicht verletzt wird, und Lilian erhält den exhumierten Kopf ihres Mannes Hans in einem Geschenkkorb.
Unterdessen versucht Saga, sich bei Henrik wieder beliebt zu machen, indem sie zum Verbleib seiner beiden Töchter ermittelt. Dabei findet sie heraus, dass Henriks Frau ein Verhältnis mit einem anderen Mann hatte, bei dem es sich um Frank Wahlgren handelt. Hilfreich in dem Zusammenhang ist auch Christoffers Aussage bei der Polizei, durch die ein Phantombild von Sofie entsteht, bei der es sich tatsächlich um Henriks Tochter Astrid handelt. Als die Polizei Franks Haus stürmt, kehrt Astrid zu Henrik zurück. Frank hatte die Mädchen einst bei sich aufgenommen, Astrids Schwester starb danach an einer Blinddarmentzündung.
Die Polizei hat nun Susanne Winter als Mörderin in Verdacht, da sie einst mit Tommy befreundet war. Tatsächlich gesteht sie nach ihrer Verhaftung, für die Morde verantwortlich zu sein und dabei aus Rache gehandelt zu haben. Saga erkennt jedoch Unstimmigkeiten in Susannes Alibi und entdeckt, dass Susanne bei den Morden mit Brian kooperiert hat. Zudem stellt sich erst jetzt heraus, dass der Mordversuch an Saga im Gefängnis mit zu der Mordserie gehört. Brian indes erhebt sich aus seinem Rollstuhl, nimmt Astrid und Henrik in dessen Haus gefangen und möchte ihn leiden sehen, indem er Astrid erschießt. Saga jedoch vereitelt Astrids Tod, indem sie Brian erschießt.
Saga hat Henrik und Astrid gerettet, indem sie einen Befehl ihrer Vorgesetzten ignorierte und sich allein in das Haus begab. Dazu wurde sie auch durch eine Empfehlung ihrer Psychotherapeutin motiviert, die ihr geraten hat, nicht nur das zu machen, was andere von ihr erwarten, sondern auch eigenen Gefühlen zu vertrauen. Die Empfehlung ist zudem Auslöser für Sagas Entscheidung, den Polizeidienst zu verlassen. Zuvor hatte die Therapeutin im Gespräch mit ihr erfahren, dass Sagas einstige Entscheidung, Polizistin zu werden, vom Tod ihrer Schwester beeinflusst war. Bei einem Zwischenstopp während einer Autofahrt über die Öresundbrücke wirft Saga ihren Dienstausweis ins Meer und nimmt einen Anruf entgegen, bei dem sie sich erstmals im Serienverlauf ohne den Zusatz „Kripo Malmö“ meldet.

## Produktion
Produziert wurde die Serie im Auftrag von DR, dem dänischen öffentlichen Fernsehsender DR1 und SVT, dem schwedischen öffentlichen Fernsehen, dem ZDF und durch unabhängige Produktionsgesellschaften in den Ystad-Filmstudios.
Als Hauptautor wirkte Hans Rosenfeldt, der die Krimihandlung auf der Öresundbrücke entwickelte. Als Koautoren arbeiteten Måns Mårlind, Björn Stein, Nikolaj Scherfig und Camilla Ahlgren an der Ausarbeitung der Episoden mit.
Die Titelmusik des Vor- und Abspanns heißt Hollow Talk und stammt von der dänischen Band Choir Of Young Believers.
Der olivgrüne 1977er Porsche 911S, den Sofia Helin in ihrer Rolle als Saga Norén fährt, wurde nach der Produktion der Serie auf einer Wohltätigkeitsauktion beim Goodwood Festival Of Speed für 125.000 britische Pfund versteigert. Der Erlös ging an die gemeinnützige Organisation WaterAid, die von Helin unterstützt wird.

## Besetzung und Synchronisation
Die deutsche Synchronisation entstand nach Dialogbüchern von Cay-Michael Wolf (Staffel 1), Manja Condrus (Staffel 2), Carsten Bengelsdorf (Staffel 3) und Michael Schlimgen (Staffel 4) unter der Dialogregie von Wolf durch die Synchronfirma Film- & Fernseh-Synchron in Berlin.

### Hauptbesetzung
Hauptdarsteller Kim Bodnia verließ die Serie nach der zweiten Staffel, da er mit dem Manuskript und der Entwicklung seiner Rolle in der 3. Staffel unzufrieden war und sich als Jude in der Öresund-Region wegen des wachsenden Antisemitismus nicht mehr sicher fühlte. Seinem Anliegen, diese Thematik in die Handlung der Serie einzubeziehen, wurde nicht entsprochen.
|                 |               | Staffel | Staffel | Staffel | Staffel |                      |                              |
| Schauspieler    | Rollenname    | 1       | 2       | 3       | 4       | Dt. Synchronsprecher | Rolle                        |
| --------------- | ------------- | ------- | ------- | ------- | ------- | -------------------- | ---------------------------- |
| Sofia Helin     | Saga Norén    | ●       | ●       | ●       | ●       | Antje von der Ahe    | Hauptkommissarin in Malmö    |
| Kim Bodnia      | Martin Rohde  | ●       | ●       |         |         | Frank Röth           | Hauptkommissar in Kopenhagen |
| Thure Lindhardt | Henrik Sabroe |         |         | ●       | ●       | Gerrit Schmidt-Foß   | Hauptkommissar in Kopenhagen |

### Nebendarsteller
|                     |                                  | Staffel | Staffel | Staffel | Staffel |                        |                                 |
| Schauspieler        | Rollenname                       | 1       | 2       | 3       | 4       | Dt. Synchronsprecher   | Rolle                           |
| ------------------- | -------------------------------- | ------- | ------- | ------- | ------- | ---------------------- | ------------------------------- |
| Dag Malmberg        | Hans Pettersson                  | ●       | ●       | ●       | ●       | Florian Krüger-Shantin | Polizeichef in Malmö            |
| Rafael Pettersson   | John Lundqvist                   | ●       | ●       | ●       | ●       | Viktor Neumann         | IT-Experte der Polizei in Malmö |
| Sarah Boberg        | Lillian Larsen                   | ●       | ●       | ●       | ●       | Arianne Borbach        | Polizeichefin in Kopenhagen     |
| Lars Simonsen       | Sebastian Sandstrod, Jens Hansen | ●       | ●       |         |         | Peter Reinhardt        | Ex-Kollege von Martin Rohde     |
| Puk Scharbau        | Mette Rohde                      | ●       | ●       |         |         | Sabine Arnhold         | Ehefrau von Martin Rohde        |
| Gabriel Flores Jair |                                  | ●       | ●       | ●       | ●       | Matthias Rimpler       | Rechtsmediziner in Malmö        |
| Henrik Lundström    | Rasmus Larsson                   |         | ●       | ●       |         | Nicola Devico Mamone   | Schwedischer Kommissar          |

- Staffel 1:
  - Emil Birk Hartmann: August Rohde
  - Christian Hillborg: Daniel Ferbé
  - Dietrich Hollinderbäumer: Göran Söringer
  - Ellen Hillingsø: Charlotte Söringer
  - Magnus Krepper: Stefan Lindberg
  - Maria Sundbom: Sonja Lindberg
  - Kristian Lima de Faria: Åke
  - Said Legue: Navid
  - Anette Lindbäck: Gry
  - Fanny Ketter: Anja Björk
  - Ole Boisen: Henning Tholstrup
  - Yaba Holst: Daniels Chefin

- Staffel 2:
  - Johan Hedenberg: Axel Mössberg
  - Vickie Bak Laursen: Pernille Lindegaard
  - Tova Magnusson: Victoria Nordgren
  - Sven Ahlström: Oliver Nordgren
  - Camilla Bendix: Gertrud Kofoed
  - Fredrik Hiller: Marcus Stenberg
  - Julia Ragnarsson: Laura
  - Lotte Munk: Caroline Brandstrup-Julin
  - Lotte Merete Andersen: Bodil Brandstrup
  - Peter Christoffersen: Julian Madsen
  - Julie Wright: Anna-Dea
  - Moritz Lützhøft: Alexander
  - Michael Moritzen: Niels
  - Dar Salim: Peter Thaulow
  - Alexander Öhrstrand: Niklas
  - Claes Bang: Claudio (Claus Damgaard)
  - Stephanie Leon: Mathilde
  - Jakob Oftebro: Mads
  - Ronja Svedmark: Kattis

- Staffel 3:
  - Kirsten Olesen: Hanne Thomsen
  - Maria Kulle: Linn Björkman
  - Katrine Greis-Rosenthal: Alice Sabroe
  - Olaf Johannessen: Lars Andersen
  - Sonja Richter: Lise Friis Andersen
  - Nicolas Bro: Freddie Holst
  - Reuben Sallmander: Claes Sandberg
  - Louise Peterhoff: Annika Melander
  - Adam Pålsson: Emil Larsson
  - Sarah-Sofie Boussnina: Jeanette
  - Anna Björk: Åsa
  - Ann Petrén: Marie-Louise Norén
  - Michael Slebsager: Marc
  - Ida Engvoll: Tina Matsson

- Staffel 4:
  - Mikael Birkkjær: Jonas Mandrup
  - Julie Carlsen: Barbara
  - Anders Mossling: Frank Wahlgren
  - Fanny Leander Bornedal: Julia
  - Iris Mealor Olsen: Ida
  - Pontus T. Pagler: Richard Dahlquist, Patrik Dahlquist
  - Erik Lönngren: Christoffer
  - Alexander Behrang Keshtkar: Taariq Shirazi
  - Lisa Linnertorp: Sofie
  - Lars Ranthe: Dan Brolund
  - Leonard Terfelt: William Ramberg
  - Selma Modéer Wiking: Astrid
  - Michalis Koutsogiannakis: Theo
  - Thomas W. Gabrielsson: Niels Thormod
  - Jesper Hyldegaard: Silas Tuxen
  - Sandra Sencindiver: Susanne Winter
  - Elliott Crosset Hove: Kevin/Brian Petersen
  - Lena Strömdahl: Harriet
  - Michael Asmussen: Klaus
  - Patricia Schumann: Nicole
  - Johannes Bah Kuhnke: Morgan Sonning
  - Ina-Maria Rosenbaum: Solveig

## Veröffentlichung
Die Serie startete in Schweden am 21. September 2011 auf SVT 1, in Dänemark eine Woche danach bei DR1, und wurde fortan wöchentlich in ca. 1-stündigen Episoden ausgestrahlt. Die Episoden liefen auf den beiden Sendern ab der zweiten Staffel weitgehend zeitgleich zueinander.
In Deutschland strahlte das ZDF die Staffeln ab März 2012 erstmals aus, im Gegensatz zur Originalfassung aber in Form von 2-stündigen Spielfilmen, die aus je zwei Episoden zusammengeschnitten waren. In dieser Form wurden die Staffeln auch auf DVD und Blu-ray veröffentlicht. Den Auftakt der ersten Staffel sahen 3,36 Millionen Zuschauer, was einem Marktanteil von 17,0 % entsprach. 
Die vierte Staffel war bereits am 11. November 2018, d. h. eine Woche vor ihrer Fernsehausstrahlung, zum Abruf in der ZDF-Mediathek verfügbar.
|     |     | Erstausstrahlung (Schweden: SVT 1, Dänemark: DR1)               | Deutsche Erstausstrahlung (ZDF) | Deutsche Erstausstrahlung (ZDF) | Deutsche Erstausstrahlung (ZDF) | Heimvideo (Deutschland)                      |
| St. | Ep. | Zeitraum                                                        | Zeitraum                        | Reich- weite                    | Markt- anteil                   | DVD und Blu-ray                              |
| --- | --- | --------------------------------------------------------------- | ------------------------------- | ------------------------------- | ------------------------------- | -------------------------------------------- |
| 1   | 10  | 21. Sep. – 23. Nov. 2011 (SVT 1) 28. Sep. – 23. Nov. 2011 (DR1) | 18. März – 15. Apr. 2012        | 2,8 Mio.                        | 12,8 %                          | 16. Apr. 2012 (DVD), 12. Okt. 2012 (Blu-ray) |
| 2   | 10  | 22. Sep. – 24. Nov. 2013                                        | 16. März – 13. Apr. 2014        | 2,8 Mio.                        | 13,5 %                          | 9. Mai 2014                                  |
| 3   | 10  | 27. Sep. – 29. Nov. 2015                                        | 14. Feb. – 7. März 2016         | 2,3 Mio.                        | 10,5 %                          | 8. März 2016                                 |
| 4   | 8   | 1. Jan. – 18. Feb. 2018                                         | 18. Nov. – 9. Dez. 2018         | ?                               | ?                               | 7. Dez. 2018                                 |

Außerhalb Dänemarks und Schwedens wurde die Serie durch ZDF Enterprises auch in das Vereinigte Königreich verkauft. Die Rechte erhielt dort die BBC, die die Serie auf BBC Four zeigte.

## Rezeption

### Kritik
Kritiker lobten die Serie dafür, spannend und realistisch zu sein und über hervorragende Drehbücher zu verfügen. Sie zeichne sich dadurch aus, wie sie die Gesellschaft der Länder darstelle, in denen sie spielt. 
Zum Beispiel hob es der Kritiker der ersten Staffel in der Süddeutschen Zeitung als große Stärke der Serie hervor, „dass sie ein Geflecht an Handelnden knüpft, die Gesellschaft als lebenden Organismus mit all seinen Zwängen und Abhängigkeiten zeigt.“ 
Im Spiegel hieß es, ebenfalls zur ersten Staffel, dass die Serie „großes Erzählfernsehen“ sei und zwar „einen kranken Parallelkosmos“ erschaffe, „ein europäisches Alptraumland irgendwo zwischen Kopenhagen und Malmö“, das Thriller-Panorama erstaunlicherweise jedoch nie „unter seinem philosophischen Überbau zusammenzubrechen“ drohe. 
Das US-Magazin Salon.com fand es nach der ersten Staffel „großartig“, dass die Serie sich subtil „gegen die hochfunktionale Homogenität der skandinavischen Gesellschaft“ wende, „nicht nur, indem sie darauf aufmerksam macht, dass sie eigenartiger und gefährlicher ist als sie erscheint, sondern dass, wenn schon nicht die Gefahr, dann doch die Eigenartigkeit nicht notwendigerweise abgelehnt werden sollte.“
Manche Kritiker waren jedoch mit der Menge der Morde, den außergewöhnlichen Todesarten bzw. Leichenzuständen und damit einhergehend der Qualität der Drehbücher unzufrieden. Zum Beispiel hieß es in der Frankfurter Rundschau zur dritten Staffel: „Sobald die Handlung zu erschlaffen droht, wird eine neue Leiche ins Spiel gebracht, und das auf möglichst bizarre und degoutante Art. Offenbar befinden sich die skandinavischen Gewaltpornografen in einer Art Überbietungswettbewerb.“ 
Und die taz kritisierte anlässlich der vierten Staffel: Das Drehbuchautorenteam gefalle sich „im Aushecken immer neuer perfider Mordszenarien. Bewusst gesetzte Sadoeffekte, um die Drehbuchschwächen zu überspielen.“
Lob gab es für die Verknüpfung des beruflichen und privaten Lebens der Ermittler. Der Film-Dienst etwa nannte diese Verbindung „geschickt“, und in der NZZ hieß es: „Kunstvoll eingebettet ins Ganze läuft hier das Leben der Ermittler so selbstverständlich mit, wie es derzeit offenbar nur nordische Drehbuchautoren einzuflechten wissen.“
Überdies erhielt die Serie von Kritikern Zuspruch für ihre Besetzung und die Leistungen ihrer Schauspieler. Das gilt vor allem für die dritte Staffel, zu der die Frankfurter Rundschau schrieb: „Sofia Helin zeigt hier ganz große Schauspielkunst, insbesondere wenn die massiven Erschütterungen selbst die gefühlsunfähige Saga nicht unberührt lassen, wenn sie mit diesen Irritationen ringt und verzweifelt nach einem Ventil für die ungewohnten Empfindungen sucht.“ Die „plausible Entwicklung“ der Figur Saga gelinge dadurch. 
Die FAZ hob die Besetzung der Staffel vor allem wegen des hinzugekommenen Thure Lindhardt als „ganz großer Coup“ hervor, „nicht nur, weil die Chemie zwischen Sarbroe und Norén sofort“ stimme, sondern vor allem auch, weil er „durch seine konzentrierte, aber auch mühevoll kontrollierte Art das Erstaunliche“ schaffe und Sabroe den Zuschauern ans Herz wachse, statt ärgerlicherweise „schon wieder einen nordischen Ermittler mit Seelenknacks präsentiert zu bekommen“.
Den Vergleich mit dem US-Remake entschied die Serie in den Augen mancher Kritiker für sich. Das Original sei „bescheidener, fokussierter und in sich geschlossener“, hieß es etwa in der New York Times.

### Auszeichnungen
| Jahr | Preis          | Kategorie                                     | Preisträger(in)       | Resultat  |
| ---- | -------------- | --------------------------------------------- | --------------------- | --------- |
| 2013 | BAFTA TV Award | Best International                            |                       | Nominiert |
| 2012 | Dagger Award   | Bestes internationales Fernsehdrama           |                       | Gewonnen  |
| 2012 | Dagger Award   | Beste Hauptdarstellerin                       | Sofia Helin           | Nominiert |
| 2014 | Dagger Award   | Bestes internationales Fernsehdrama           |                       | Nominiert |
| 2012 | Goldene FIPA   | Fernsehserien: Musik                          |                       | Gewonnen  |
| 2012 | Goldene Nymphe | Bester internationaler Produzent (Dramaserie) |                       | Nominiert |
| 2012 | Goldene Nymphe | Bester europäischer Produzent (Dramaserie)    |                       | Nominiert |
| 2012 | Goldene Nymphe | Beste Schauspielerin in einer Dramaserie      | Sofia Helin           | Nominiert |
| 2012 | Goldene Nymphe | Bester Schauspieler in einer Dramaserie       | Kim Bodnia            | Nominiert |
| 2014 | Goldene Nymphe | Bester Schauspieler in einer Dramaserie       | Kim Bodnia            | Gewonnen  |
| 2012 | Kristallen     | Bestes Fernsehdrama                           |                       | Nominiert |
| 2014 | Kristallen     | Bestes Fernsehdrama                           |                       | Gewonnen  |
| 2014 | Kristallen     | Beste Schauspielerin                          | Sofia Helin           | Gewonnen  |
| 2016 | Kristallen     | Bestes Fernsehdrama                           |                       | Gewonnen  |
| 2018 | Kristallen     | Bestes Fernsehdrama                           |                       | Nominiert |
| 2014 | Robert         | Beste Hauptdarstellerin – Fernsehserie        | Sofia Helin           | Gewonnen  |
| 2014 | Robert         | Bester Hauptdarsteller – Fernsehserie         | Kim Bodnia            | Gewonnen  |
| 2014 | Robert         | Beste Nebendarstellerin – Fernsehserie        | Camilla Bendix        | Gewonnen  |
| 2014 | Robert         | Beste dänische Fernsehserie                   |                       | Nominiert |
| 2016 | Robert         | Bester Hauptdarsteller – Fernsehserie         | Thure Lindhardt       | Nominiert |
| 2016 | Robert         | Beste Nebendarstellerin – Fernsehserie        | Sarah-Sofie Boussnina | Nominiert |
| 2016 | Robert         | Bester Nebendarsteller – Fernsehserie         | Nicolas Bro           | Nominiert |
| 2016 | Robert         | Beste dänische Fernsehserie                   |                       | Nominiert |
| 2019 | Robert         | Bester Hauptdarsteller – Fernsehserie         | Thure Lindhardt       | Nominiert |
| 2019 | Robert         | Beste Hauptdarstellerin – Fernsehserie        | Sofia Helin           | Nominiert |
| 2019 | Robert         | Beste Fernsehserie                            |                       | Nominiert |
| 2019 | Robert         | Bester Nebendarsteller – Fernsehserie         | Elliott Crosset Hove  | Nominiert |
| 2014 | Zulu Award     | Bester Schauspieler                           | Kim Bodnia            | Nominiert |
| 2014 | Zulu Award     | Beste Schauspielerin                          | Sofia Helin           | Nominiert |
| 2016 | Zulu Award     | Beste Fernsehserie                            |                       | Nominiert |

## Neuverfilmungen
In mehreren Ländern entstanden Neuverfilmungen der Serie, weshalb sie in Medien auch als meistkopierte skandinavische Krimiserie bezeichnet wurde.
- Die US-amerikanische Neuverfilmung The Bridge – America wurde 2013 bis 2014 in zwei Staffeln beim Sender FX ausgestrahlt. Angelpunkt der Handlung ist die Brücke zwischen dem mexikanischen Ciudad Juárez und dem texanischen El Paso. Hauptdarsteller sind Diane Kruger, Demián Bichir und Matthew Lillard.
- Die britisch-französische Version The Tunnel – Mord kennt keine Grenzen erschien von 2013 bis 2017 auf Sky Atlantic und Canal+. Statt einer Brücke steht hier der Eurotunnel im Mittelpunkt. Hauptdarsteller sind Stephen Dillane und Clémence Poésy.
- 2018 bis 2020 erschien in zwei Staffeln eine russische Adaption namens Most.[23] Die Hauptfiguren wurden durch Ingeborga Dapkūnaitė und Mikhail Porechenkov verkörpert, die Handlung beginnt auf der Brücke über die Narwa, die Russland und Estland miteinander verbindet.[24]
- Seit 2018 gibt es eine asiatische Adaption namens The Bridge, von der bis 2020 zwei Staffeln entstanden.[25] Sie spielt im Grenzgebiet zwischen Malaysia und Singapur.[26]
- Seit 2019 gibt es die deutsch-österreichische Adaption Der Pass, ausgestrahlt bei Sky Deutschland und im ZDF. An die Stelle der Öresundbrücke tritt hier der Gebirgspass zwischen Bayern und Österreich, der die Ermittler aus den beiden Ländern zur Zusammenarbeit zwingt.